# Okan Aydın
Okan Aydın (* 8. Mai 1994 in Leverkusen) ist ein türkisch-deutscher Fußballspieler.

## Karriere

### Verein
Der 1994 als Kind türkischer Eltern in Leverkusen geborene Aydin wuchs im Raum Aachen, unweit des Dreiländerecks Deutschland-Niederlande-Belgien, auf und wurde fünfjährig beim SV 07 Setterich angemeldet. Ein Jahr später wurde Bayer 04 Leverkusen während eines Turniers auf ihn aufmerksam und verpflichtete ihn für die Jugendabteilung. Dem Jugendalter entwachsen debütierte Aydin am 4. August 2012 (1. Spieltag) für die zweite Mannschaft, beim 4:3-Sieg im Heimspiel gegen den SC Wiedenbrück 2000 in der Regionalliga West. Es folgten zehn weitere Regionalligaspiele, ehe er am 20. Oktober 2012 (8. Spieltag) beim 2:2-Unentschieden im Heimspiel gegen den 1. FSV Mainz 05 für die Profimannschaft in der Bundesliga erstmals zum Einsatz kam; 10 Minuten vor Spielende wurde er für Lars Bender eingewechselt. Sein erstes von fünf Toren in der Regionalliga erzielte er am 2. Februar 2013 (22. Spieltag) beim 2:0-Sieg der zweiten Mannschaft im Auswärtsspiel gegen die zweite Mannschaft des MSV Duisburg mit dem Treffer zum zwischenzeitlichen 1:0 per Strafstoß in der 6. Minute.
In der letzten Woche der Sommertransferperiode 2013 wechselte Aydın in die türkische Süper Lig zu Eskişehirspor. Dort brachte er es allerdings nur zu einem Punktspieleinsatz. Im Sommer 2014 kehrte er nach Deutschland zurück und schloss sich dem Drittligisten Rot-Weiß Erfurt an. Bereits einen Tag nach seiner Verpflichtung erzielte er im Spiel des TFV-Pokals gegen den FC Gebesee zwei Tore. In seinem ersten Punktspieleinsatz gegen Holstein Kiel bereitete er ein Tor vor. Im Juni 2017 wechselte Okan Aydın zum Chemnitzer FC, bei dem bis kurz vor Saisonende 2017/2018 blieb. Nach längerer vereinsloser Zeit unterschrieb Aydin in der Winterpause 2018/2019 einen Vertrag beim insolventen Fußballclub FC Viktoria 1889 Berlin in der Regionalliga Nordost.
Nach wenigen Tagen bei Viktoria Berlin wurde er von dort bis zum Saisonende an den österreichischen Zweitligisten SK Austria Klagenfurt ausgeliehen. Im Juni 2019 wurde er von Klagenfurt fest verpflichtet und erhielt einen bis Juni 2022 laufenden Vertrag. Im September 2020 wechselte er nach China zum Zweitligisten Jiangxi Liansheng FC. Rund einen Monat später erklärte allerdings Aydıns Berater den Transfer als gescheitert, obwohl der Transfer sowohl beim österreichischen als auch beim chinesischen Verband erfolgreich durchgegangen war.
Nachdem der Wechsel nach Asien laut dem Türken gescheitert war, unterschrieb er im Januar 2021 bei Klagenfurts Ligakonkurrenten FC Wacker Innsbruck. Die Tiroler verpflichteten den Offensivspieler allerdings unter der Bedingung, aufgrund der scheinbaren Vereinslosigkeit Aydıns keine Ablöse zahlen zu müssen. Gemäß der Innsbrucker war er zwar Spieler der Chinesen, hätte seinen Vertrag aber offiziell beendet. Rund eine Woche nach seiner Vertragsunterzeichnung erhielt der Offensivspieler schließlich auch seine Spielberechtigung bei den Innsbruckern. Im April 2021 wurde schließlich vom CAS entschieden, dass Jiangxi an Klagenfurt die damals vereinbarte Ablöse für Aydin (rund 280.000 Euro) zahlen muss.
In Innsbruck absolvierte er insgesamt 31 Zweitligapartien, in denen er sechs Tore erzielte. Im Januar 2022 wurde sein Vertrag in Tirol aufgelöst. Daraufhin wechselte er im selben Monat innerhalb Österreichs zum Bundesligisten TSV Hartberg, bei dem er einen bis Juni 2023 laufenden Vertrag erhielt. Für den TSV kam er zu 26 Einsätzen in der Bundesliga, in denen er fünfmal traf.
Nachdem er von Neo-Trainer Markus Schopp aussortiert worden war, wechselte Aydın im Februar 2023 nach Ungarn zum Debreceni Vasutas SC. Für Debrecen absolvierte er aber nur ein Spiel in der Nemzeti Bajnokság, woraufhin er Ungarn nach der Saison 2022/23 wieder verließ. Nach einem halben Jahr ohne Klub kehrte er im Februar 2024 nach Österreich zurück und wechselte zum Zweitligisten Schwarz-Weiß Bregenz. Für Bregenz absolvierte er bis Saisonende elf Spiele in der 2. Liga.
Zur Saison 2024/25 wechselte er zum Regionalligisten DSV Leoben.

### Nationalmannschaft
Sein Debüt im Nationaltrikot gab Aydin am 28. Oktober 2009 in Kempten (Allgäu) beim 3:1-Sieg der deutschen U-16-Nationalmannschaft gegen die Auswahlmannschaft der Schweiz; dabei erzielte er mit dem Treffer zum Endstand in der 61. Minute auch sein erstes Länderspieltor.
Für die deutsche U-17-Nationalmannschaft spielte er erstmals am 15. September 2010 in Saarbrücken beim 2:1-Sieg gegen die Auswahl der Niederlande im Rahmen des Vier-Nationen-Turniers. Es folgte ein weiterer Einsatz am 20. September 2010 in Elversberg beim 2:2-Unentschieden gegen die Auswahl Italiens. Aydin bestritt ferner zwei Länderspiele in der EM-Qualifikation, drei beim Algarve-Cup, drei in der EM-Eliterunde, fünf in der EM-Endrunde und fünf während der Weltmeisterschaft. Beim mit 2:5 verlorenen EM-Finale gegen die Auswahl der Niederlande gelang ihm mit dem Treffer zur zwischenzeitlichen 2:1-Führung in der 32. Minute auch sein erstes Länderspieltor für diese Auswahlmannschaft. Bei der sich anschließenden U-17-Weltmeisterschaft in Mexiko gelangen ihm vier Tore, darunter zwei im Spiel um Platz 3 am 10. Juli 2011 in Mexiko-Stadt. Für die U-18-Nationalmannschaft kam er einzig am 29. Februar 2012 in Osnabrück, beim 1:0-Sieg gegen die Auswahl der Niederlande, zum Einsatz.
2013 entschied er sich, seine Nationalmannschaftskarriere fortan in der türkischen Nationalmannschaft fortzusetzen. Sein Debüt gab er am 22. Mai 2013 in Krasnodar im Test-Länderspiel beim 2:1-Sieg gegen die Auswahl Russlands mit Einwechslung für Onur Bulut in der 54. Minute; sein erstes Länderspieltor für die türkische U-19-Auswahlmannschaft erzielte er am 19. Juni 2013 in Mersin beim 2:0-Sieg gegen die Auswahl Albaniens mit dem Treffer zum zwischenzeitlichen 1:0 in der 10. Minute.
Er nahm mit der U-19-Nationalmannschaft an den Mittelmeerspielen 2013 teil. Im Fußballturnier dieser Spiele drang er mit der Mannschaft bis ins Finale vor, das gegen die Auswahl Marokkos mit 2:3 im Elfmeterschießen verloren wurde, nachdem es nach 90 Minuten und nach Verlängerung 2:2 gestanden hatte.

## Erfolge
- Thüringer Landespokalsieger: 2016/17 mit dem FC Rot-Weiß Erfurt

Deutsche U-17-Nationalmannschaft
- Dritter der U-17-Weltmeisterschaft 2011
- Zweiter der U-17-Europameisterschaft 2011

Türkische U-19-Nationalmannschaft
- Silbermedaille bei den Mittelmeerspielen 2013

## Spielweise
Der technisch versierte und antrittsschnelle, auch auf der linken offensiven Außenbahn einsetzbare Aydın zeichnet sich durch starken Zug zum Tor sowie Torgefährlichkeit aus, was sich unter anderem in seiner Torquote in den deutschen Jugend-Nationalmannschaften manifestiert.